# Just Pretend
«Just Pretend» es una canción de la banda estadounidense de heavy metal Bad Omens, lanzado a través de Sumerian Records el 23 de agosto de 2022 como el segundo sencillo de su tercer álbum de estudio The Death of Peace of Mind (2022). Fue escrito y producido por el vocalista principal y el guitarrista principal de la banda, Noah Sebastian y Joakim Karlsson, respectivamente.
"Just Pretend" fue un éxito comercial y de crítica; A medida que la canción se hizo viral en TikTok, se convirtió en el primer gran éxito de la banda en las listas de éxitos. Se convirtió en un éxito número uno en la lista Mainstream Rock Songs de Billboard y también alcanzó su punto máximo entre los diez primeros de Alternative Songs de Billboard. El éxito comercial de "Just Pretend" le valió a la banda su primer premio de certificación, siendo certificado oro por la Recording Industry Association of America en 2023.

## Posicionamiento en lista
| Lista (2022-2023)                    | Mejor posición |
| ------------------------------------ | -------------- |
| Estados Unidos (Digital Songs)       | 45             |
| Estados Unidos (Alternative Airplay) | 6              |
| Estados Unidos (Mainstream Rock)     | 1              |